# Kisbér
Kisbér  este un oraș în districtul Kisbér, județul Komárom-Esztergom, Ungaria, având o populație de 5.627 de locuitori (2011). 

## Demografie
Componența etnică a orașului Kisbér
     Maghiari (95,84%)
     Romi (2,39%)
     Necunoscut (0,49%)
     Alții (1,28%)
Componența confesională a orașului Kisbér
     Romano-catolici (46,56%)
     Reformați (9,42%)
     Fără religie (9,38%)
     Luterani (3,8%)
     Necunoscută (29,78%)
     Alte religii (1,63%)
Conform recensământului din 2011, orașul Kisbér avea 5.627 de locuitori. Din punct de vedere etnic, majoritatea locuitorilor (95,84%) erau maghiari, cu o minoritate de romi (2,39%). Apartenența etnică nu este cunoscută în cazul a 0,49% din locuitori. Nu există o religie majoritară, locuitorii fiind romano-catolici (46,56%), reformați (9,42%), persoane fără religie (9,38%) și luterani (3,8%). Pentru 29,78% din locuitori nu este cunoscută apartenența confesională.